# Предводители грузинского дворянства (1801—1917)
Список предводителей дворянства грузинских губерний Российской Империи.
К 1917 году дворянские собрания существовали только в двух грузинских губерниях — Тифлисской и Кутаисской. В Батумской и Карсской областях, а также Закатальском и Сухумском округах дворянские собрания не существовали.

## Предводители дворянства Тифлисской губернии
Предводители дворянства Грузинской (с 10 мая 1841 года — Грузино-Имеретинской, с 28 февраля 1847 года — Тифлисской) губернии
| Даты руководства              | Имя | Портрет                  |
| ----------------------------- | --- | ------------------------ |
| 4 июня 1803 — ?               | Действительный статский советник кн. Гарсеван Ревазович Чавчавадзе (20.06.1757 — 07.04.1811)                   |                          |
| 10 марта 1812 — 1838          | Генерал-лейтенант кн. Константин Иванович Багратион-Мухранский (1782 — 07.09.1842)                             |                          |
| 1 января 1839 — 1855          | Майор (с 6 июля 1842 года генерал-майор) кн. Дмитрий Фомич (Джамбакуриан-) Орбелиани (29.09.1797 — 24.10.1868) |                          |
| 3 марта 1855 — 1856           | Кн. Иван Иванович Джамбакуриани-Орбелиани                                                                      |                          |
| 25 марта 1856 — 1864          | Кн. Александр Давидович Джамбакуриани-Орбелиани                                                                |                          |
| 15 марта 1864 — 1870          | Дмитрий Иванович Кипиани (14.06.1814 — 24.10.1887)                                                             | Дмитрий Иванович Кипиани |
| 16 июля 1870 — 27 января 1878 | Генерал-лейтенант кн. Реваз Иванович Андроников (1814 или 1818 — 1878)                                         |                          |
| 16 мая 1879 — 1885            | Генерал-майор кн. Давид Александрович Сумбатов                                                                 |                          |
| 13 июля 1885 — 1891           | Генерал-лейтенант кн. Иван Константинович Багратион-Мухранский (07.12.1812-11.03.1895)                         |                          |
| 13 июля 1891 — 1894           | Кн. Луарсаб Александрович Магалов                                                                              |                          |
| 14 июля 1894 — 7 октября 1900 | Полковник кн. Константин Иванович Багратион-Мухранский (14.12.1838 — 02.05.1903)                               |                          |
| 21 октября 1900 — январь 1906 | Кн. Давид Захарович Меликов (Меликашвили)                                                                      |                          |
| 1906 — 1913                   | Кн. Георгий Александрович Багратион-Давыдов                                                                    |                          |
| 13 января 1913 — 1917         | Полковник кн. Константин Николаевич Абхази (25.10.1867 — 20.05.1923)                                           |                          |

## Предводители дворянства Кутаисской губернии
| Даты руководства                    | Имя | Портрет                  |
| ----------------------------------- | --- | ------------------------ |
| 1878 — 10 ноября 1883               | Свиты Его Величества генерал-майор князь Нестор Дмитриевич Церетели                                            |                          |
| 12 августа 1885 — 6 августа 1886.   | Действительный статский советник Дмитрий Иванович Кипиани (14.06.1814 — 24.10.1887)                            | Дмитрий Иванович Кипиани |
| 26 августа 1886 — 27 августа 1888   | Подполковник кн. Алмасхан Дмитриевич Нижарадзе                                                                 |                          |
| 28 августа 1888 — 13 сентября 1889  | Подпоручик кн. Константин Давидович Цулукидзе                                                                  |                          |
| 13 сентября 1889 — 14 сентября 1901 | В звании камергера, коллежский советник (затем действительный статский советник) кн. Семён Георгиевич Церетели |                          |
| 14 сентября 1901 — 1904             | В звании камергера, надворный советник кн. Симон Николаевич Лордкипанидзе                                      |                          |
| 26 февраля 1904 — 1912              | Прапорщик князь Симон Давидович Церетели                                                                       |                          |
| 12 марта 1912 — 1915                | Отставной полковник кн. Парсадан (Спиридон) Георгиевич Микеладзе                                               |                          |
| 1915 — 1917                         | Статский советник князь Давид Отиевич Нижарадзе                                                                |                          |

## Уездные предводители дворянства

### УездыКутаисской губернии
Данные о наличии на 1896 год уездных предводителей Зугдидского, Лечхумского и Сенакского уездов отсутствуют.
- Кутаисский уезд — на 1896 год — прапорщик милиции князь Давид Отиевич Нижарадзе
- Озургетский уезд — на 1896 год — поручик милиции князь Семён Давидович Гугунава
- Рачинский уезд:
  - прапорщик милиции Константин Давидович Цулукидзе[вд] (1867—1873)
  - Симон Давидович Церетели (1876—1879)
  - прапорщик милиции Симон Георгиевич Джапаридзе (на 1896 год)
- Шорапанский уезд:
  - вакансия (на 1896 год)
  - Симон Давидович Церетели (1897—1906)

### УездыТифлисской губернии
Данные о наличии на 1896 год уездных предводителей Ахалкалакского, Ахалцихского и Тионетского уездов отсутствуют.
- Борчалинский уезд — на 1896 год — вакансия
- Горийский уезд — на 1896 год — губернский секретарь Иван Давидович Сулханов
- Душетский уезд — на 1896 год — прапорщик милиции  князь Леван Георгиевич Багратион-Мухранский
- Сигнахский уезд — на 1896 год — камер-юнкер, статский советник князь Иван Рамазович Андроников
- Телавский уезд — на 1896 год — отставной генерал-майор князь Дмитрий Соломонович Макаев
- Тифлисский уезд — на 1896 год — отставной подполковник артиллерии князь Евгений Григорьевич Бебутов

## Комментарии
1. ↑  В 1805 году отозван в Россию, где и умер.
2. ↑  22 апреля 1848 года избран Тифлисским губернским предводителем дворянства.
3. ↑  Затем Кутаисский губернский предводитель дворянства (1885 — 1886).
4. ↑  Сын К. И. Багратион-Мухранского
5. ↑  По другим данным — в 1895 — 1901 гг.
6. ↑  Сын И. К. Багратион-Мухранского.
7. ↑  Переизбран 4 июня 1916 года
8. ↑  Срок полномочий истекал в 1918 году
9. ↑  По другим данным Д. И. Кипиани был кутаисским предводителем в 1882 — 1887 годах  Архивная копия от 8 апреля 2014 на Wayback Machine. Отстранён по приказу императора Александра III (недоступная ссылка)
10. ↑  Ранее Тифлисский губернский предводитель дворянства (1864—1870).
11. ↑  В официальных документах указан как Церетелев  Архивная копия от 22 августа 2011 на Wayback Machine.
12. ↑  Иногда указывается как Нижерадзе.  Архивная копия от 8 апреля 2014 на Wayback Machine

## Источник
- князь Абхазии Константин Николаевич. // Проект «Русская армия в Великой войне».
- Официалы Грузинского Дворянства. Списки лиц, служивших по дворянским выборам и назначенных на должности по делам дворянства в грузинских губерниях Российской Империи 1801-1917 гг. Сост. Дм.А. Бойко. — Запорожье, 2022. — 704 с.